# Jurij Szulatycki (1942–2013)
Jurij Josypowycz Szulatycki, ukr. Юрій Йосипович Шулятицький, ros. Юрий Иосифович Шулятицкий, Jurij Iosifowicz Szulatycki (ur. 4 sierpnia 1942 w Stanisławowie, zm. 21 lutego 2013 w Iwano-Frankiwsku) – ukraiński piłkarz i trener.
Jego syn Jurij również był piłkarzem.

## Kariera piłkarska

### Kariera klubowa
Wychowanek klubu kolejarzy Łokomotyw Iwano-Frankiwsk, w którym występował do końca swojej kariery piłkarskiej.

## Kariera trenerska
Po zakończeniu kariery piłkarskiej rozpoczął pracę szkoleniową. Najpierw trenował Łokomotyw Iwano-Frankiwsk. Potem pełnił funkcję kierownika Prykarpattia Iwano-Frankiwsk, w 1992 samodzielnie prowadził iwanofrankowski zespół. W 1993 pracował na stanowisku głównego trenera w Skale Stryj. Następnie trenował zespoły amatorskie oraz kluby profesjonalne, m.in. Beskyd Nadwórna, Wołyń Łuck, Czornohora Iwano-Frankiwsk i Spartak Iwano-Frankiwsk.
Potem pracował na stanowisku jednego z zastępców prezesa Obwodowego Związku Piłki Nożnej w Iwano-Frankiwsku.
Zmarł 21 lutego 2013 roku.